# Аренфельс (замок)
Аренфельс (нем. Schloss Arenfels) — дворцовый комплекс над городом Бад-Хённинген в земле Рейнланд-Пфальц, Германия. Изначально на этом месте находился средневековый замок, построенный в XIII веке. Ариенфельс обрёл свой нынешний облик в период масштабной реконструкции с 1849 по 1855 год. Тогда здания были полностью перестроены в стиле неоготики. Работами руководил архитектор из Кёльна Эрнст Фридрих Цвирнер. По модной романтической традиции того времени в замке предусмотрели 365 окон (по числу дней в году), 52 двери (по числу недель) и 12 башен (по числу месяцев). Аналогичным образом проектировались замки Штернберг и Мероде, а также дворец Дёнхофштэдт.

## История
Ранее также встречалось написание Ариенфельс (нем. Arienfels).

### Ранний период
Замок на месте нынешнего дворца заложен в 1258 году. Основателем стал Генрих II фон Изенбург (1213–1287) или его сын Герлах (1246–1303). Первая система защитных сооружений на скалистом плато над Рейном была намного меньше по размеру, чем более поздние.
Строительным материалом для замка стал местный камень. Здания были защищены с южной стороны глубоким рвом, Главные фортификационные сооружения были обращены в сторону наиболее вероятной атаки — на северо-восток. Во внутреннем дворе крепости находился глубокий колодец. Шахта достигала уровня грунтовых вод вровень с Рейном.
В самых ранних документах замок именовался Аренвельц (в брачном контракте между Герлахом I фон Изенбургом и графиней Мехтильдой фон Сайн, подписанном 6 августа 1259 года).
За исключением части внешних стен от построек XIII века ничего не осталось.
Когда род фон Изенбург-Аренфельс в 1371 пресёкся, замок перешёл во владение Трирских курфюрстов. На правах ленного владения крепость передали семье фон Айзенбург-Гренцау.

### Эпоха Ренессанса

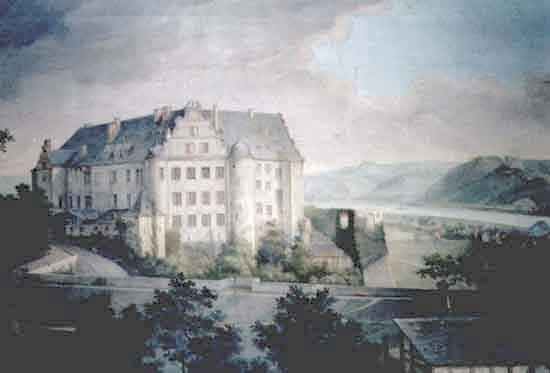
Замок Аренфельс на картине 1640 года

Во второй половине XVI века при графе Салентине фон Изенбург-Гренцау замок был перестроен в респектабельную резиденцию. Комплекс состоял из главного здания и двух боковых крыльев.
Поскольку комплекс больше не рассматривался как полноценное фортификационное сооружение прежние внешние укрепления снесли или перестроили под нужды графской резиденции. Старый защитный ров засыпали, а часть стен старой крепости оказалась интегрирована в центральное здание. 
Из-за отсутствия оборонительных сооружений во время Тридцатилетней войны шведские войска смогли легко захватить замок и оставить его под своим контролем.
В 1664 году скончался Эрнст фон Изенбург-Грензау, последний представитель династии. Тогда Трирский архиепископ Карл Каспар фон дер Лейен конфисковал замок. А в 1670 году заложил его и окрестные земли своему родственнику барону Иоганну Карлу Каспару фон дер Лейен цу Адендорфу. Новый владелец построил хозяйственные постройки к северу от замка, которые сохранились до нашего времени, и значительно расширил главное здание. Аренфельс стал летней резиденции для семьи барона.

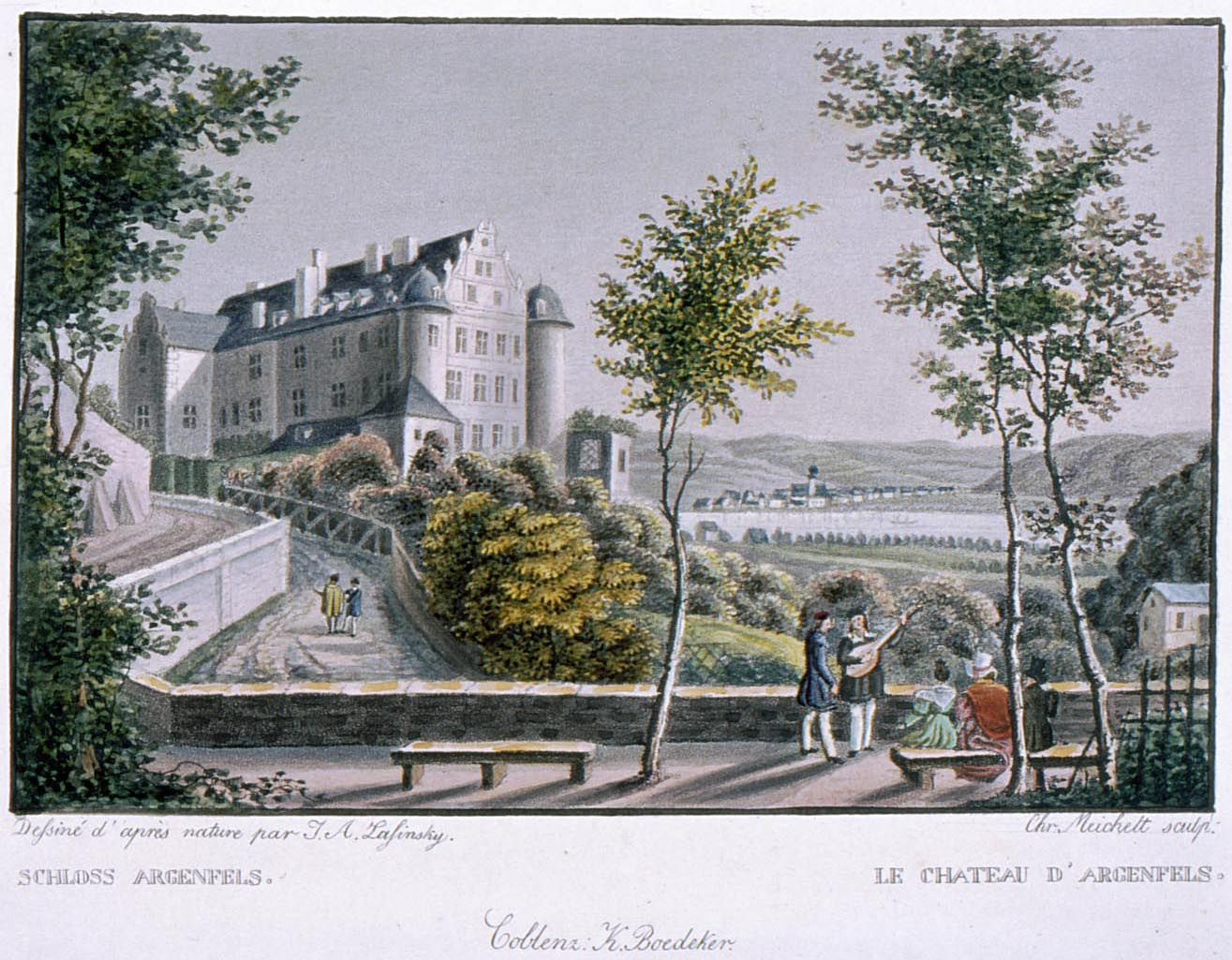
Замок на рисунке 1830 года

В ходе Голландской войны замок Аренфельс был оккупирован французскими войсками. Во главе этой армии стоял знаменитый французский маршал Анри де ла Тур д'Овернь Тюренн, который в то время командовал войсками на Нижнем Рейне.

### Реконструкция в стиле неоготики

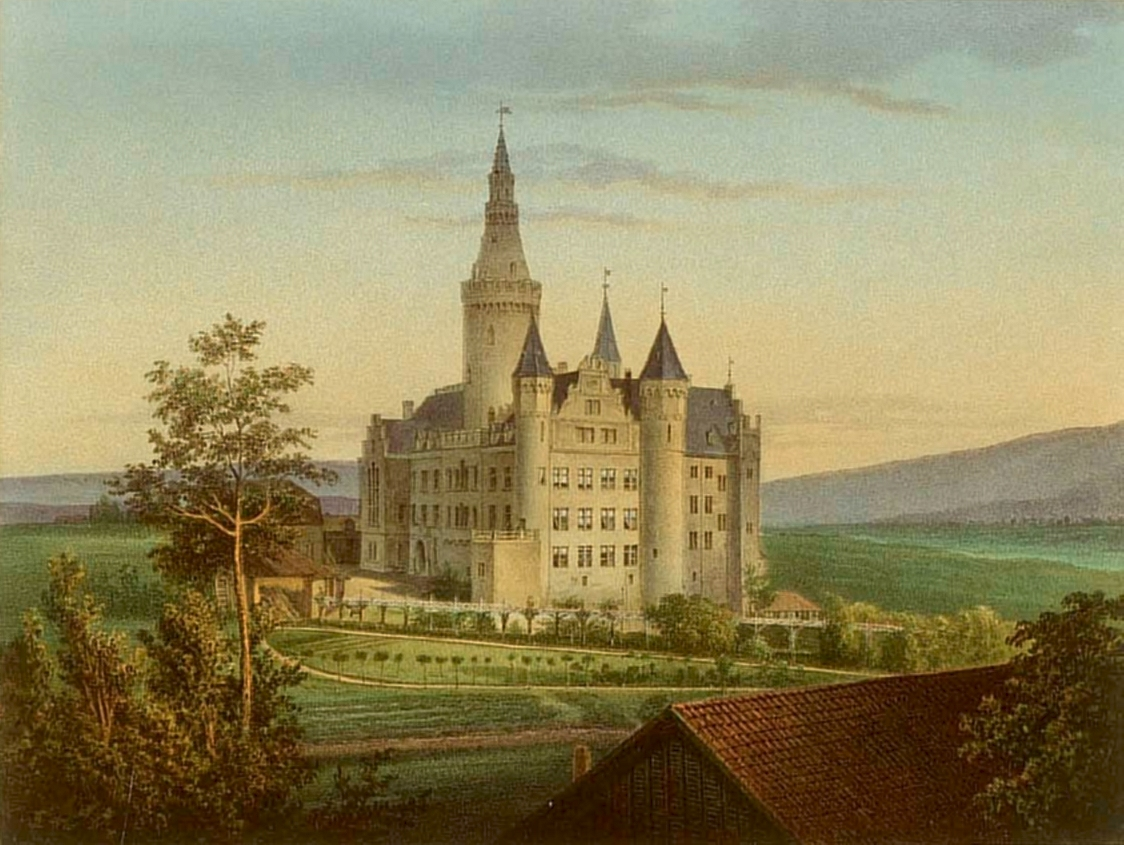
Литография, сделанная в конце 1850-х годов после перестройки замка в стиле неогтики

Аренфельс оставался во владении семьи фон дер Лейен до 1848 года. К середине XIX века собственники обеднели и уже не имели средств для поддержания комплекса в должном состоянии. Замок стал приходить в упадок. Началось даже постепенное разрушение части построек. 
Чтобы поправить пошатнувшееся материальное положение, представители семьи фон дер Лейен, которые с 1809 года имели титул ландграфов, решили продать замок. В 1848 году Аренфельс приобрёл рейхсграф Фридрих Людольф фон Вестерхольт-Гизенберг. Уже в 1849 году по его распоряжению ветхие здания капитально отремонтировали. А вскоре рейхсграф захотел сделать Аренфельс своей главной резиденцией и поселиться здесь вместе с супругой Иоганной фон Шарле. 
Рейхсграф нанял кёльнского известного архитектора Эрнста Фридриха Цвирнера, чтобы тот полностью перестроил прежний замок в стиле неоготики. Образцом служили английские и немецкие резиденции, построенные с подражанием готике в первой половине XIX века. Считается, что изначально Фридрих Людольф фон Вестерхольт-Гизенберг хотел ограничиться восстановлением резиденции в стиле ренессанс, но Цвирнер сумел убедить его, что лучше полностью перестроить комплекс в стиле неоготики. 
В 1852 году была завершена реконструкция восточного крыла. А в 1853 году закончились работы в центральном здании. В 1854 году основные работы подошли к концу. Небольшие доделки продолжались до 1859 года. В частности завершилась реконструкция башен с зубчатыми стенами сверху и коническими крышами. В ходе перестройки появилось сразу несколько небольших башен на фасаде. Цвирнер также полностью переделал интерьеры замка. 
Первоначальная сметная стоимость 30 000 талеров выросла в ходе реконструкции до 135 000 талеров. Хотя замок Аренфельс является одним из ярких примеров рейнской неоготики, Людольф Фридрих фон Вестерхольт-Гизенберг отнёсся к результату без восторга. В одном из писем он откровенно говорил:«Безвозвратно разрушенный прежний замок в стиле ренессанс — это позор! Только то, что многие считают новый комплекс красивым, даёт мне некоторое утешение».

### XX и XXI века
Аренфельс оставался в собственности семьи фон Вестерхольт-Гизенберг и в XX веке. С 1931 года архитектор Бодо Эбхардт проводил обширные работы по реконструкции замка, чтобы сделать его более комфортным и современным.  
Во время Второй мировой войны комплекс серьёзно пострадал. Во время боев за мост Ремаген американская артиллерия вела огонь по Аренфельсу в течение восьми дней. Замок после прямых попаданий находился под угрозой полного разрушения. В частности сгорела крыша западного крыла.  
15 марта 1945 года Аренфельс захватили войска американской армии. Через восемь недель солдаты США покинули руины. Комплекс к тому времени был разграблен и полуразрушен. 
После войны владельцы проводили обширные восстановительные работы. Но их средств катастрофически не хватало для полноценной реконструкции. К концу XX века комплекс пребывал в печальном состоянии. В итоге Государственное управление по сохранению исторических памятников земли Рейнланд-Пфальц инициировало программу реконструкции. В 2000 году начались первоочередные работы для устранения опасных трещин в стенах и протечек в крыше. Ремонт затянулся на много лет. Постепенно удалось отреставрировать фасады. 
Большинство предметов прежней мебели оказалось утрачено в годы Второй мировой войны. А из-за нехватки средств владельцы ещё в 1951 году продали с аукциона замечательную коллекцию старинного оружия и ценные книги из библиотеки. В настоящее время 6500 книг из прежнего собрания рейхсграфов находятся в распоряжении государственного архива Ботропа. 
Последними владельцем замка Аренфельс были барон Антониус Гейр фон Швеппенбург,  внук графа Фрица Вестерхольта-Аренфельса († 1951) и сын Теодора Куно Гейра фон Швеппенбурга (8 августа 1918 — † 14 сентября 2015), а также графиня Вильгельмина Вестерхольт-Аренфельс.

## Современное использование
В XXI веке замок взяли в аренду предприниматели Кристиан Рункель и Бенедикт Фельтенс. Они проводят в особняке свадьбы и семейные торжества для состоятельных заказчиков. Кроме того возможна организация конференций и корпоративных праздников. Замок способен принимать и размещать до 200 гостей. 

## Описание замка
Комплекс состоит из трёх главных корпусов (главного и двух боковых), которые напоминают форму подковы и обращены открытой частью к югу в сторону Рейна. Во внешнем облике зданиях часто встречаются украшения в готическом стиле.
Хозяйственные постройки находятся с северной стороны. Эти двухэтажные здания служили местом проживания прислуги, конюшнями, складами и пр..  
После реконструкции первые этажи усилены железными балками.  
Каменные фигуры были изготовлены скульптором из Кёльна Кристианом Мором. Фронтон западного крыла венчает статуя Жанны д'Арк, а фронтон восточного крыла украшают фигуры Готфрида Бульонского и Ричарда I Львиное Сердце. В северной части центрального крыла находится балкон, на каменном парапете которого изображен герб семьи фон Вестерхольт-Гизенберг.
В прежние времена семья владельцев проживала на первом этаже, а гостей селили этажом выше. 
Ярким украшением комплекса считаются рыцарский зал, мраморные камины, а также изящная чугунная лестница, спроектированная Кристофом Стефаном.

## Галерея

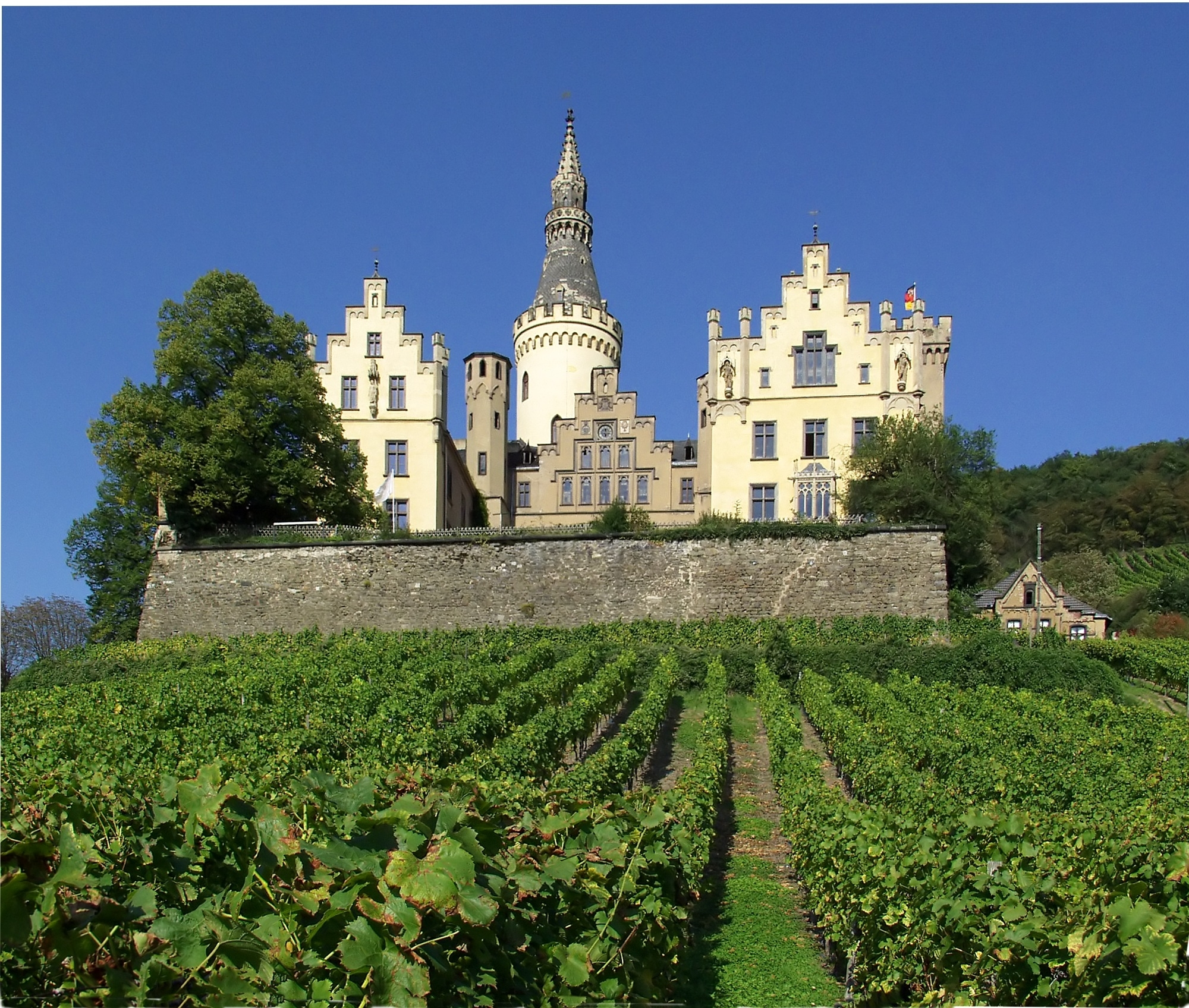
Вид замка с южной стороны
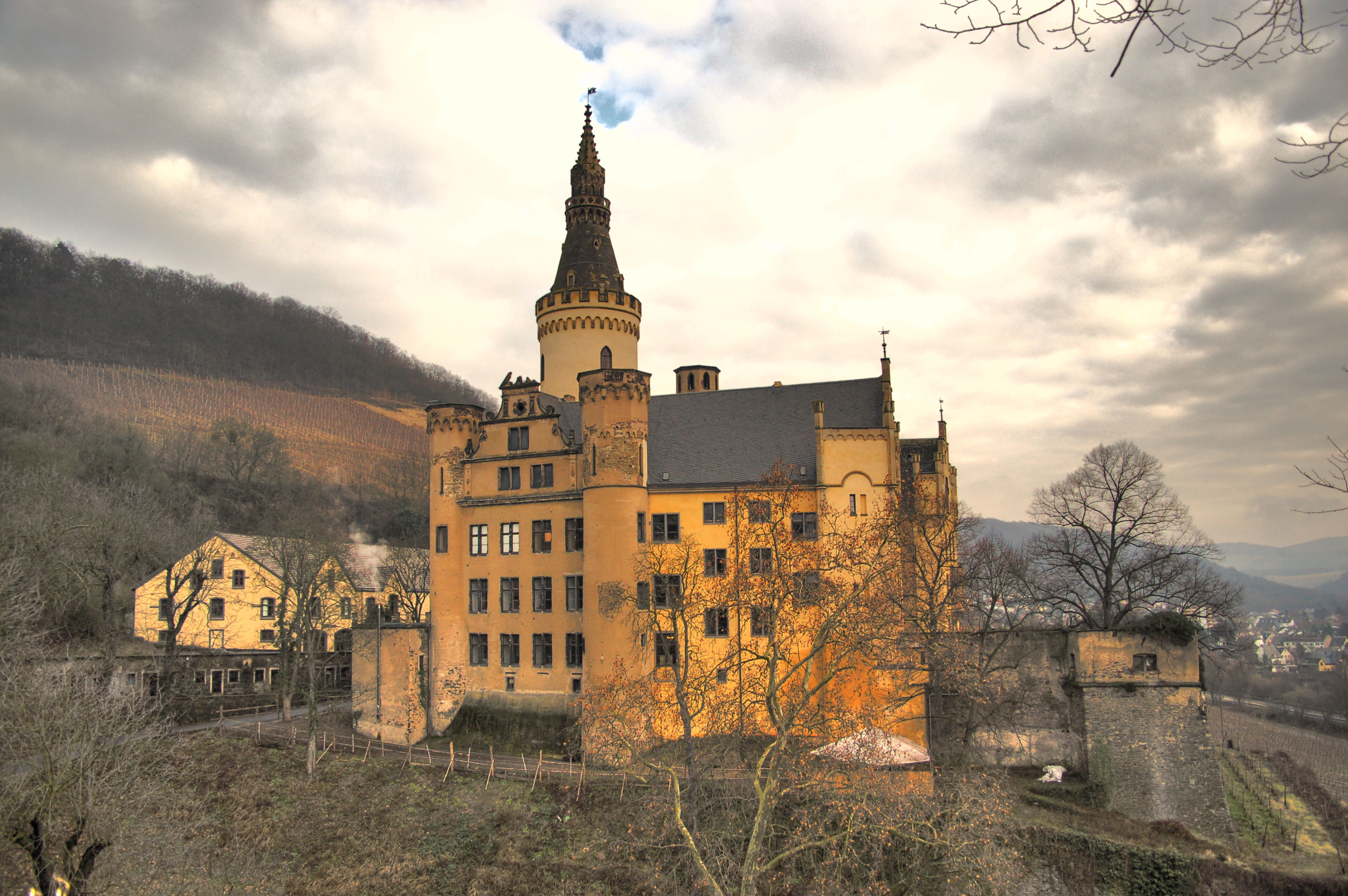
Западный фасад замка
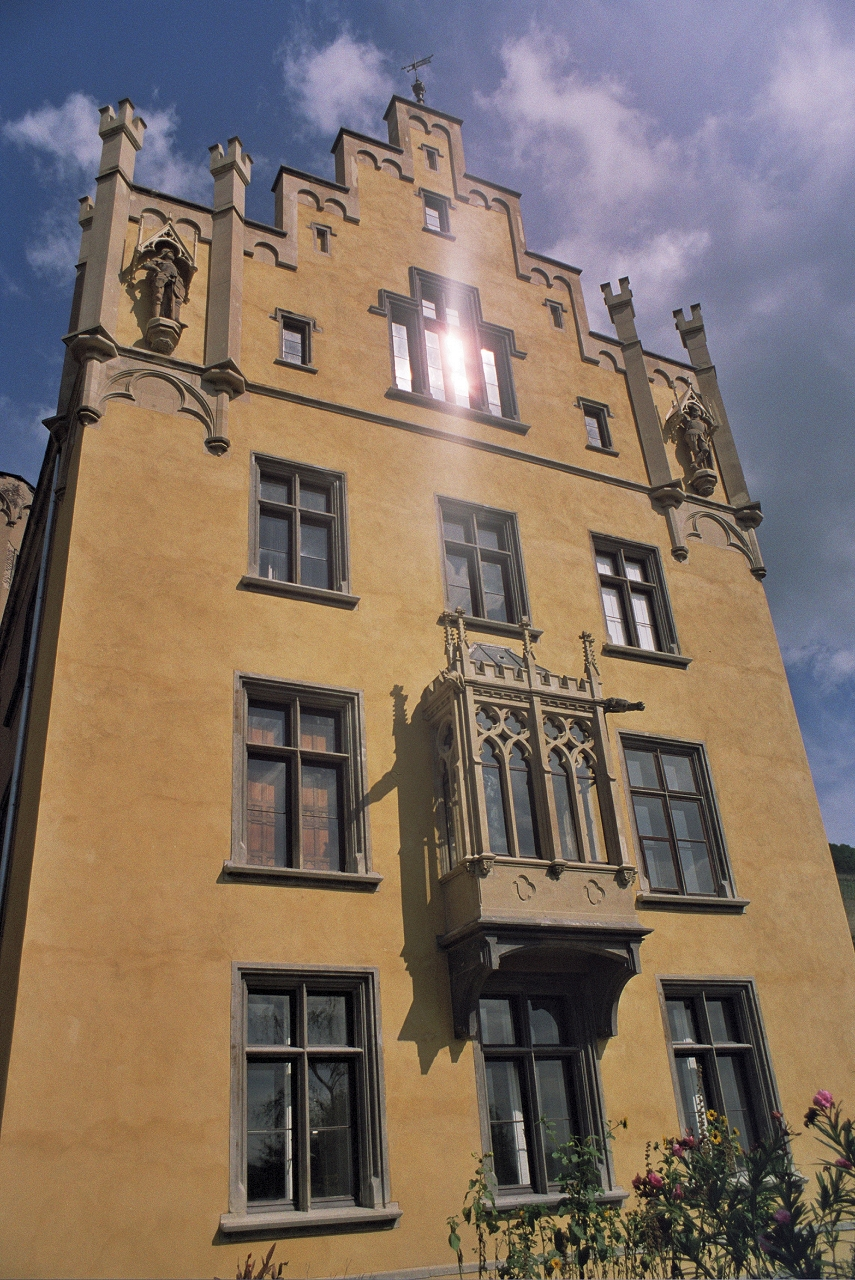
Торцевой фасад западного крыла
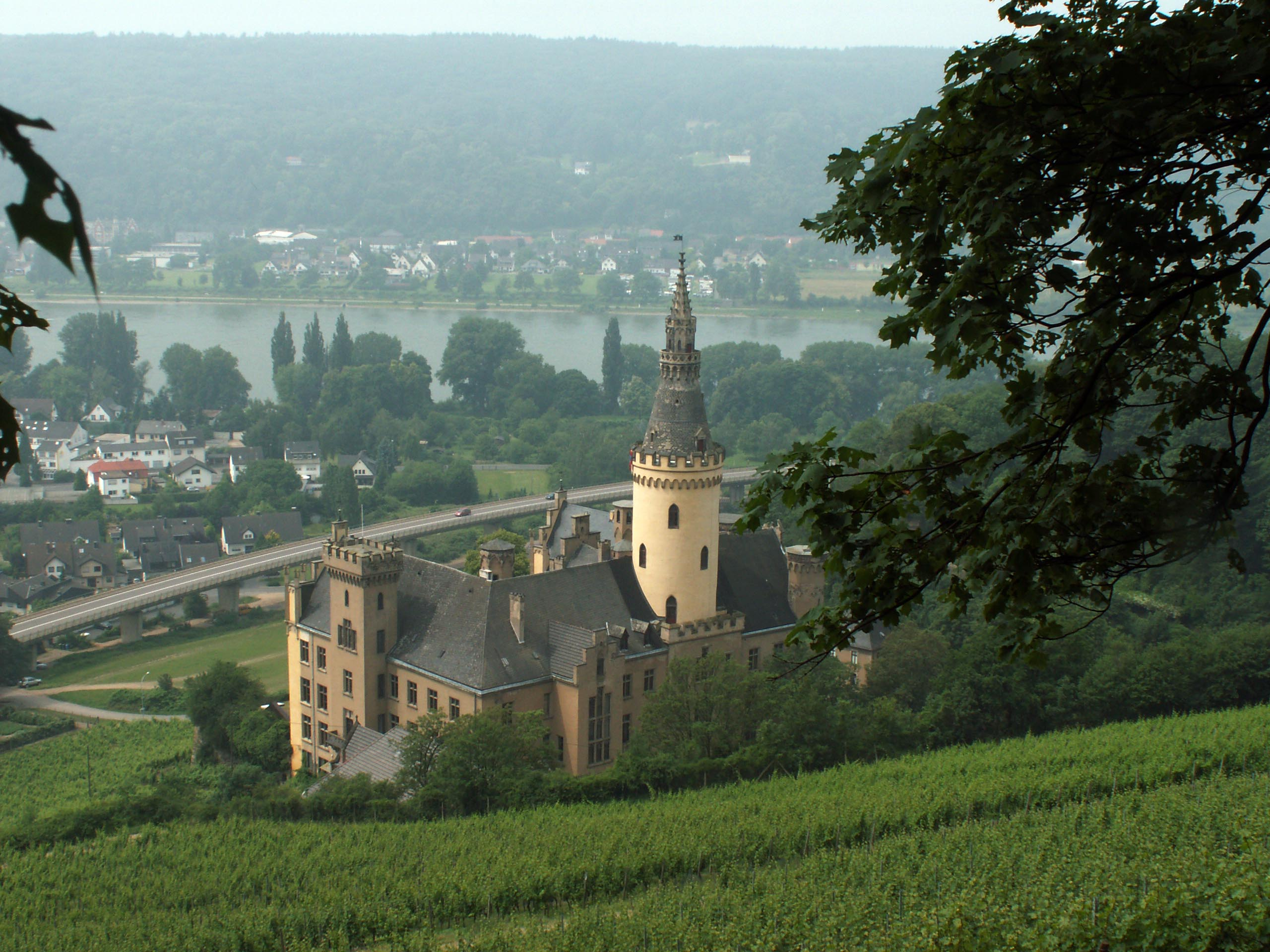
Вид замка и протекающего внизу Рейна
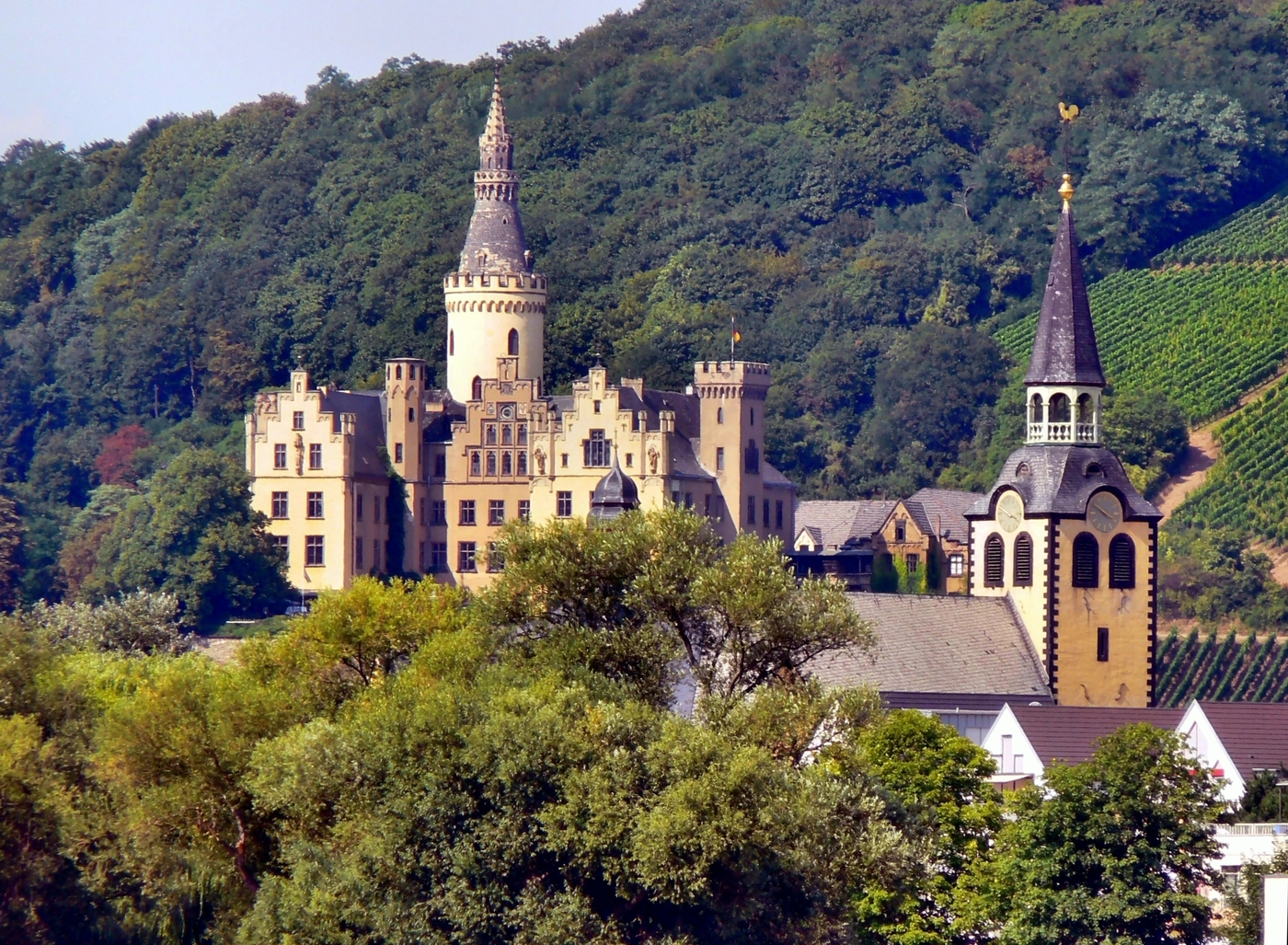
Замок со стороны города Бад-Хённинген